# شینجی موریتا
شینجی موریتا (انگلیسی: Shinji Morita؛ زادهٔ ۲۴ ژوئن ۱۹۸۷) بازیکن فوتبال اهل ژاپن است.